# Ruth Walczak

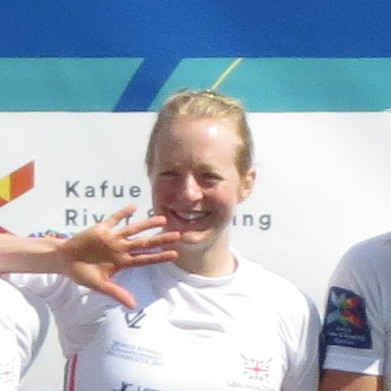
Ruth Walczak bei den Ruder-Weltmeisterschaften 2015

Ruth Walczak (* 15. September 1988 in Rochdale) ist eine ehemalige britische Leichtgewichts-Ruderin.

## Sportliche Karriere
Bei den U23-Weltmeisterschaften belegte die 1,79 m große Ruth Walczak 2007 den fünften Platz im Einer, 2008 zusammen mit Rosamund Bradbury den vierten Platz im Doppelzweier und 2009 den fünften Platz im Vierer ohne Steuerfrau. 2010 belegte sie den achten Platz im Doppelvierer. Dazwischen lag der siebte Platz mit dem Achter bei den Europameisterschaften 2009.
Bei den Europameisterschaften 2012 in Varese trat sie zusammen mit Imogen Walsh im Leichtgewichts-Doppelzweier an und gewann die Bronzemedaille hinter den Booten aus Italien und aus Griechenland. 2013 ruderte Walczak im Weltcup dreimal auf den vierten Platz im Leichtgewichts-Einer.  Bei den Weltmeisterschaften in Chungju gewann die Österreicherin Michaela Taupe-Traer vor der Griechin Aikaterini Nikolaidou. Mit 0,89 Sekunden Rückstand auf die Griechin gewann Walczak die Bronzemedaille. Im Jahr darauf trat Walczak bei den Weltmeisterschaften in Amsterdam mit dem Leichtgewichts-Doppelvierer an. Ruth Walczak, Eleanor Piggott, Brianna Stubbs und Charlotte Taylor belegten den sechsten Platz. Bei den Weltmeisterschaften 2015 trat der britische Leichtgewichts-Doppelvierer mit Stubbs, Walczak, Emily Craig und Piggott an, die Britinnen gewannen die Silbermedaille mit etwa zwei Sekunden Rückstand auf die Deutschen.